# Macerata Feltria
Macerata Feltria is een gemeente in de Italiaanse provincie Pesaro-Urbino (regio Marche) en telt 2030 inwoners (31-12-2004). De oppervlakte bedraagt 40,3 km², de bevolkingsdichtheid is 50 inwoners per km².
De volgende frazioni maken deel uit van de gemeente: Apsa, Ca' Antonio, Castellina, Certalto, Grassano, Mondagano, Santa Lucia, Santa Maria Valcava, San Teodoro, San Vicino.

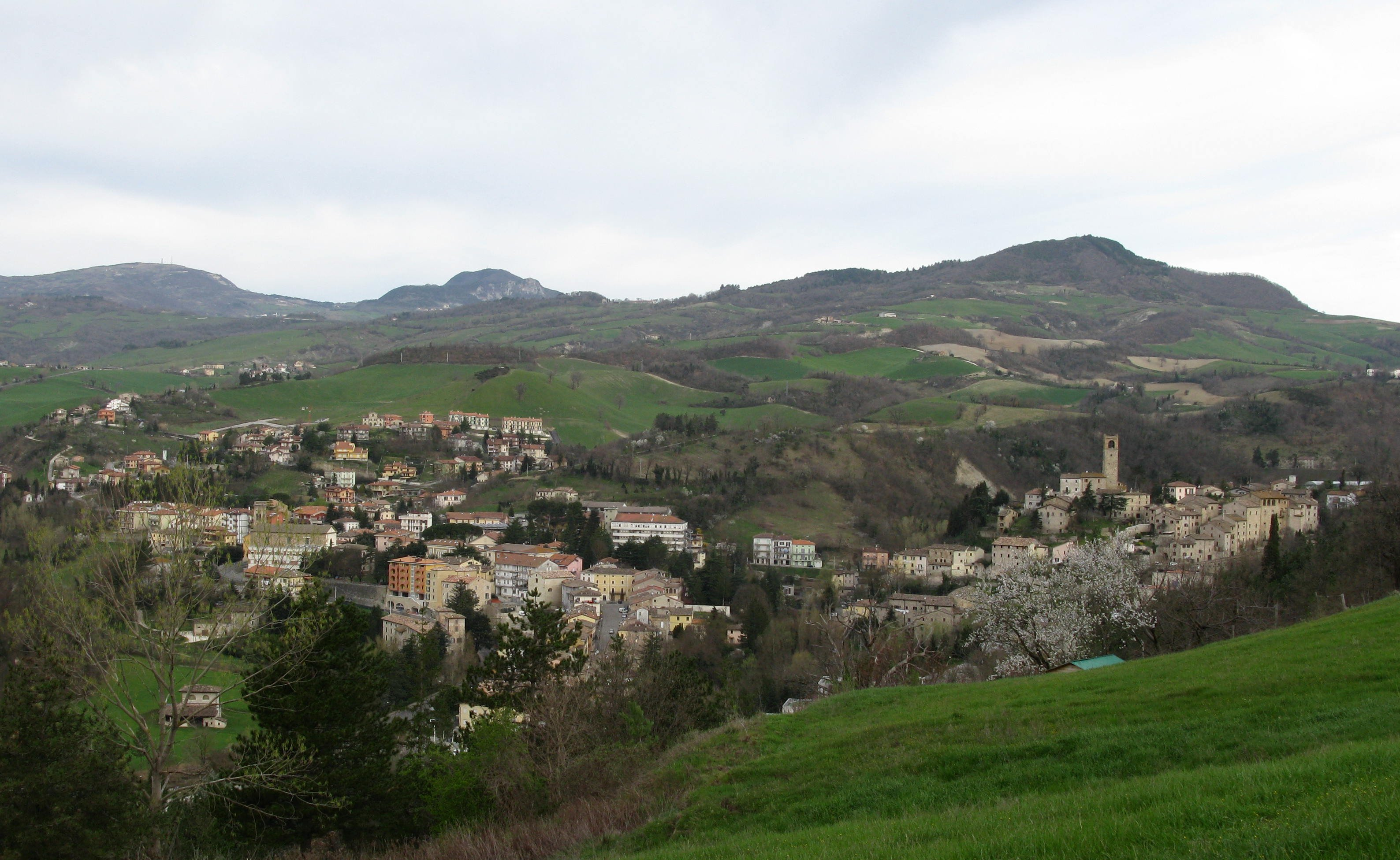
Macerata Feltria

## Demografie
Macerata Feltria telt ongeveer 864 huishoudens. Het aantal inwoners steeg in de periode 1991-2001 met 0,7% volgens cijfers uit de tienjaarlijkse volkstellingen van ISTAT.
| Jaar | Inwoneraantal |
| ---- | ------------- |
| 1991 | 2010          |
| 2001 | 2025          |

## Geografie
De gemeente ligt op ongeveer 321 m boven zeeniveau.
Macerata Feltria grenst aan de volgende gemeenten: Lunano, Monte Cerignone, Montecopiolo, Monte Grimano, Piandimeleto, Pietrarubbia, Sassocorvaro.

## Geboren
- Antonio Maria Vegliò (1938), geestelijke en aartsbisschop